# 神姫楽ミサ
神姫楽 ミサ（かぐら ミサ、9月24日 - ）は、日本の女子プロレスラー。

## 来歴
小さい頃にプロレス会場でアジャコングと握手した事でプロレスを見るようになる。
その後は芸能事務所に所属し、「カタモミ女子」加入するなどアイドル、撮影会モデルとして活動。当時の所属事務所はウィンドー。アイドル時代、中野たむとはカタモミ女子で同僚であった。性格は明るく努力型である。
TAKAみちのくが開催したグッズのオークションがきっかけで、練習に参加するようになる（練習生M）。しかし練習での技術面が追いつかず、TAKAが下した決断はレスラーではなく「リングアナウンサー」であった。2020年6月の配信マッチでリングアナウンサーとしてデビュー。同年7月20日、5ヶ月ぶりの有観客試合（1周年興行）で第一試合とメインイベントのコールを行う。
その後、ブラック軍のやり方に我慢ができず試合後に乱入を繰り返すようになる。
男子レスラーをボディスラムする気持ちに一度だけのチャンスでレスラーデビューを掴み取る。
同年11月11日、プロレスラーとしてデビュー。
2021年3月、お互いプロレスデビュー前から観戦仲間である杏ちゃむとタッグで初対決を行い、その後に試合ではシングルマッチが組まれた。
11月に、前年11月11日の同日デビューの柳川澄樺とフォーワン（1111）を結成。
2022年1月よりアイスリボンの道場マッチに参戦。
同年3月に石川奈青、網倉理奈と共にKISSmeT PRINCESS（きすめっとぷりんせす）を結成。
同年12月に3名のスケジュールにより、無期限活動休止を発表。
2023年8月26日アイスリボン後楽園大会で第60代インターナショナル・リボンタッグ王座に戴冠(※パートナーは柳川澄樺)。
10月9日PURE-J BASEMENT MONSTAR王子大会で第30代プリンセス・オブ・プロレスリング王座に戴冠し、2冠王者となる。

※10月22日にリボンタッグ王座は30分ドローによりベルト剥奪。
11月10日JTO後楽園ホール大会で、リーグ戦優勝し初代JTO GIRLS王座に戴冠し、再び2冠王者となる。
2024年8月29日JTO新木場大会で、UWA世界ライトヘビー級王座に戴冠。
2025年2月22日JTO板橋大会で、第2代JTO GIRLSタッグ王座に戴冠(※パートナーは柳川澄樺)。
4月27日アイスリボン大田区大会で第66代インターナショナル・リボンタッグ王座に戴冠(※パートナーはしのせ愛梨紗)。
※飛鳥プロレスのしのせ愛梨紗選手とのタッグは「ちあふるぷりんせす」略して「ちあぷり」。
6月22日JTO山形大会で、第5代JTO GIRLSタッグ王座に戴冠(※パートナーは柳川澄樺)。

試合後、7月31日で柳川澄樺と供にJTOを退団する事を発表。

## 人物
- 野球観戦が趣味で、12球団のファン。
- ザ・グレート・サスケよりレスラーデビュー前に「二女」に認定される。2022年12月に念願だった宇宙大戦争に、父親（ザ・グレート・サスケ）を助けにセコンドで参戦。試合後に隠し子と公表される。サスケとの関係は同じ高校出身ということからの「設定」であり、血のつながりはない。
- プロレスのファイトスタイルは、アイドルなルックスとは異なり猪突猛進のがむしゃらスタイル。コスチュームはデビュー時より一貫してピンクを基調しており、デビュー時からフリルが付いていた[2]。以降、改良のたびに背面や腰部にリボンを配置する、ラリアットがきれいに見えるように左腕にレースをあしらうなどアップデートされている[2]。ピンクをイメージカラーとしたのは、TAKAからの「お前はアイドルだ」と言われたことによる指定[2]。神姫楽自身は「ショートケーキ」っぽさを念頭に置いているという[2]。
- プロレスデビュー前に乱入した時に肩甲骨にヒビが入り、そのままデビューした根性の持ち主。その時の名残か、ラリアットは左腕で打つのが主流となる。
- いつでもおにぎりを食べている噂があるが、ドーナツが好き。

## 得意技
ミサボム
相手を抱え上げ、開脚式で背中から叩きつける。
ミサロック
"元祖パロ・スペシャル"といわれるジャッキー・パロと同形のパロ・スペシャル。
ミサロール
仰向け状態の相手をエビ固めでがっちり押さえ込む。ヒップ・ドロップ後にかける事が多い。
ミサロール2
スクールボーイの体勢から自身が仰向けになり体重を乗せる。
ラリアット
利き腕ではない左腕で放つのが主流。右腕でも放つ事もある。
逆エビ固め
デビュー時からの得意技。3wayマッチなどでは2人の片足をまとめてかける事がある。
ミサトンクラブ
相手の太ももを抱え込んだ急角度の逆エビ固め。
ミサ＋ボストンクラブで命名。
(2023年8月12日初披露)
はれときどきミサ
コーナー上からのダイビングセントーン。
- 柳川澄樺との連携技

スミーズ・ブートキャンプ
相手をコーナーに振り、柳川澄樺が神姫楽ミサをロープに何度か振りラリアットまたはタックルをする。
3回目は柳川澄樺が振られそうになるが、結局神姫楽ミサだけが走る柳川澄樺のブートキャンプ。
※稀に柳川澄樺が振られる時もある。
マウンテンロックバスター
ミサボムと0101(リバースセントー)の合体技。
出身の岩手県と山形県の一文字を取り、東北愛と東北魂に満ちた命名。
第60代インターナショナルリボンタッグ王者に耀いた技。
馬飛び式ヒップドロップ
柳川澄樺が馬になり、神姫楽ミサが飛び越えヒップドロップ。
その後ミサロールにいく確立が高い。 
ダブルドロップキック
神姫楽ミサの正面飛びドロップキックと、柳川澄樺のライダーキックの合体技。
2人の飛ぶ高さが違うので、頭部と腹部にダメージを与える。

## タイトル
JTO
- 初代JTO GIRLS王座
- 第2代、第5代JTO GIRLSタッグ王座
  - w/ 柳川澄樺
- UWA世界ライトヘビー級王座

アイスリボン
- 第60代インターナショナル・リボンタッグ王座
  - w/ 柳川澄樺
- 第66代インターナショナル・リボンタッグ王座
  - w/ しのせ愛梨紗

PURE-J
- 第30代プリンセス・オブ・プロレスリング王座

## 入場曲
- KAGURA[1]
- Are you princess?[注 1]